# Echinostylinos reticulatus
Echinostylinos reticulatus är en svampdjursart som beskrevs av Topsent 1927. Echinostylinos reticulatus ingår i släktet Echinostylinos och familjen Phellodermidae. Inga underarter finns listade i Catalogue of Life.